# Cyperus grandifolius
Cyperus grandifolius là loài thực vật có hoa trong họ Cói. Loài này được J.G.Anderson mô tả khoa học đầu tiên năm 1855.